# Ali ben Ismaïl
Moulay Ali ben Ismaïl (en arabe :  علي, ou Moulay Abou al-Hassan Ali ben Ismaïl, né vers 1700 et mort à Fès en avril 1737) est un sultan du Maroc de la dynastie alaouite, fils du sultan Moulay Ismaïl et ayant régné de septembre 1734 à mai 1736.